# Dayalbagh
Dayalbagh – miasto w północnych Indiach w stanie Uttar Pradesh, znajdującego się na przedmieściach Agry, na Nizinie Hindustańskiej.
Populacja miasta w 2001 roku wynosiła 3324 mieszkańców.